# ديفيد هيو
ديفيد هيو (بالإنجليزية: David Vaughan)‏ هو سياسي بريطاني (وحمل سابقاً جنسية المملكة المتحدة لبريطانيا العظمى وأيرلندا)، ولد في 15 نوفمبر 1873، وتوفي في 23 نوفمبر 1938. حزبياً، نشط في حزب العمال، في الانتخابات العامة في المملكة المتحدة 1929 ‏، انتخب عضو برلمان المملكة المتحدة الـ35 عن دائرة Forest of Dean ‏ (30 مايو 1929 – 7 أكتوبر 1931).